# Heruk
Heruk (em persa: هروك, também romanizada como Herūk, Harook e Harūk) é uma aldeia do distrito rural de Tirjerd, no condado de Abarkuh, na província de Yazd, Irã.
Segundo o censo de 2006, sua população era de 420 habitantes, em 107 famílias.